# Chung kết Cúp FA 2019
Trận chung kết Cúp FA 2019 là trận đấu cuối cùng của Cúp FA 2018-19 và là trận chung kết lần thứ 138 của Cúp FA. Trận đấu được tổ chức tại sân vận động Wembley ở Luân Đôn, Anh, vào ngày 18 tháng 5 năm 2019. Trận đấu là cuộc đọ sức giữa Manchester City và Watford. Đây là trận chung kết Cúp FA đầu tiên của Manchester City kể từ năm 2013 và lần thứ hai của Watford kể từ năm 1984.
Kevin Friend là trọng tài cho trận đấu diễn ra trước 85.854 khán giả. Manchester City áp đảo phần đầu của trận chung kết. Phút 21, cú sút của Abdoulaye Doucouré chạm vào cánh tay của Vincent Kompany trong vòng cấm Manchester City nhưng sau khi tham khảo ý kiến của trợ lý trọng tài video (VAR), Friend đã từ chối quả phạt đền và rút thẻ vàng đầu tiên của trận đấu cho Doucouré vì hành vi phản đối sau đó của anh ta. Phút 26, thế bế tắc được phá vỡ khi David Silva ghi bàn từ cú đánh đầu của Raheem Sterling. Mười hai phút sau, Manchester City nhân đôi cách biệt sau khi Gabriel Jesus đệm bóng qua Kiko Femenía và Heurelho Gomes trong khung thành Watford. Vào phút thứ 61, Man City tiếp tục nâng tỷ số lên 3–0 với bàn thắng của cầu thủ vào thay người Kevin De Bruyne từ cự ly gần. Bảy phút sau, Jesus nâng tỷ số lên 4–0 sau khi nhận bóng trong một pha phản công và sút tung lưới Gomes. Ở phút 81, Sterling ghi bàn từ đường chuyền của Bernardo Silva nâng tỉ số lên 5–0, trước khi ghi bàn trở lại ở phút 87 sau khi cú sút đầu tiên của anh bị Gomes đẩy đi chệch cột dọc. Trận đấu kết thúc với tỷ số 6–0 nghiêng về Manchester City: đây chỉ là lần thứ ba một đội ghi được sáu bàn thắng trong một trận chung kết FA Cup và tỷ số chiến thắng là lớn nhất trong một trận chung kết FA Cup, ngang bằng với chiến thắng 6–0 của Bury trước Derby County vào năm 1903.
De Bruyne nhận danh hiệu cầu thủ xuất sắc nhất trận đấu. Chiến thắng này đã hoàn thành cú ăn ba trong nước cho Manchester City, đội đã giành được Cúp EFL và Premier League trong mùa giải đó, điều mà vào thời điểm đó là điều chưa từng có đối với bất kỳ đội bóng nam Anh nào. Vì họ đã vượt qua vòng loại UEFA Champions League nên suất dự vòng loại châu lục của Man City sau khi giành Cúp FA thuộc về đội đứng thứ bảy của giải Premier League là Wolverhampton Wanderers, đội đã vào vòng sơ loại thứ hai của UEFA Europa League.

## Đường đến trận chung kết

### Manchester City
| Vòng                                                          | Đối thủ                     | Kết quả |
| ------------------------------------------------------------- | --------------------------- | ------- |
| 3                                                             | Rotherham United (SN)       | 7-0     |
| 4                                                             | Burnley (SN)                | 5-0     |
| 5                                                             | Newport County (SK)         | 4-1     |
| TK                                                            | Swansea City (SK)           | 3-2     |
| BK                                                            | Brighton & Hove Albion (TL) | 1-0     |
| Chú ý: (SN) = Sân nhà; (SK) = Sân khách; (TL) = Sân trung lập |                             |         |

Là một câu lạc bộ Premier League, Manchester City tham gia vòng 3, nơi họ bị cầm hòa trước đội Championship Rotherham United tại Sân vận động Thành phố Manchester. Theo điều mà Neil Johnston của BBC mô tả là một "màn trình diễn tấn công mạnh mẽ", City đã áp đảo đối thủ và giành chiến thắng 7–0, với các bàn thắng của Raheem Sterling, Phil Foden, một bàn phản lưới nhà của Semi Ajayi, Gabriel Jesus, Riyad Mahrez, Nicolás Otamendi và Leroy Sané. Đó là trận thua nặng nề nhất từ trước đến nay của Rotherham tại Cúp FA, nhưng huấn luyện viên Paul Warne của họ tỏ ra bình thản: "Đó là một ngày khó khăn nhưng chúng tôi đã thi đấu với một đội bóng đẳng cấp thế giới. Tôi không nghĩ chúng tôi đã tự làm mình xấu hổ". Ở vòng 4, Man City một lần nữa bị cầm hòa trên sân nhà, lần này là trước đội bóng ở Premier League là Burnley. Trong màn trình diễn mà huấn luyện viên Burnley Sean Dyche gọi là "lâm sàng", Man City đã giành chiến thắng 5–0 nhờ các bàn thắng của Jesus, Bernardo Silva, Kevin De Bruyne, Sergio Agüero và bàn phản lưới nhà của Kevin Long.
Ở vòng 5, Man City đấu với đội bóng League Two Newport County trên sân khách Rodney Parade. Một lần nữa, Man City lại áp đảo đối thủ và mặc dù hiệp một kết thúc không bàn thắng, họ vẫn giành chiến thắng 4–1 nhờ hai bàn thắng của Foden, và một bàn của Sané và Mahrez, với Pádraig Amond ghi bàn danh dự cho Newport. Ở tứ kết, Man City cầm hòa đội Championship Swansea City. Chơi tại Sân vận động Swansea.com, Swansea đã dẫn trước 2–0 ở hiệp một, nhưng bàn thắng của Silva và bàn phản lưới nhà của Kristoffer Nordfeldt sau đó là bàn thắng muộn gây tranh cãi của Agüero. Các đoạn video phát lại cho thấy tiền đạo này đã việt vị nhưng do trợ lý trọng tài video (VAR) không được sử dụng tại Sân vận động Swansea.com nên bàn thắng vẫn được công nhận và Man City đi tiếp với chiến thắng 3–2. Trận bán kết diễn ra tại Sân vận động Wembley với tư cách là một địa điểm trung lập, Man City đối đầu với đội Premier League Brighton & Hove Albion. City tiến vào trận chung kết sau chiến thắng 1–0 với bàn thắng của Jesus từ đường chuyền của De Bruyne ở phút thứ tư.

### Watford
| Vòng                                                          | Đối thủ                      | Kết quả |
| ------------------------------------------------------------- | ---------------------------- | ------- |
| 3                                                             | Woking (SK)                  | 2–0     |
| 4                                                             | Newcastle United (SK)        | 2-0     |
| 5                                                             | Queens Park Rangers (SK)     | 1-0     |
| TK                                                            | Crystal Palace (SN)          | 2-1     |
| BK                                                            | Wolverhampton Wanderers (TL) | 3-2     |
| Chú ý: (SN) = Sân nhà; (SK) = Sân khách; (TL) = Sân trung lập |                              |         |

Là một câu lạc bộ Premier League, Manchester City tham gia vòng 3, nơi họ đối đầu với đội bóng National League South Woking làm khách trên Sân vận động Kingfield. Họ thắng 2–0 nhờ các bàn thắng của Will Hughes và Troy Deeney. Ở vòng 4, Watford đấu với đội bóng Premier League Newcastle United trên sân khách St James' Park. Sau hiệp một không bàn thắng, Andre Gray đã mở tỉ số cho Watford và bàn thắng của Isaac Success ở phút bù giờ đã đảm bảo cho Watford đi tiếp với chiến thắng 2–0.
Ở vòng 5, Watford đấu với đội Championship Queens Park Rangers trên sân Loftus Road. Watford thắng 1–0 khi Étienne Capoue ghi bàn bằng cú sút duy nhất của đội anh vào khung thành của trận đấu, ngay trước khi hiệp một kết thúc. Trong trận tứ kết, họ đấu với đội bóng Premier League Crystal Palace trên sân nhà Vicarage Road. Watford dẫn trước giữa hiệp một nhờ pha lập công của Capoue, nhưng Michy Batshuayi đã san bằng tỷ số ở phút 62. Gray, cầu thủ vào sân thay người ở hiệp hai, sau đó đã ghi bàn thắng quyết định trong vòng hai phút sau khi được giới thiệu, đảm bảo chiến thắng 2-1 cho Watford và tiến vào bán kết tại Wembley. Ở đó, họ phải đối mặt với đội bóng Premier League Wolverhampton Wanderers. Cú đánh đầu của Matt Doherty và cú vô lê của Raúl Jiménez đã đưa Wolves dẫn trước 2–0 trước khi Gerard Deulofeu rút ngắn tỉ số bằng điều mà phóng viên BBC Phil McNulty mô tả là "một pha đánh góc táo bạo" khi trận đấu còn 11 phút. Bốn phút bù giờ, Deeney san bằng tỷ số từ chấm phạt đền, buộc trận đấu bước vào hiệp phụ. Deulofeu sau đó ghi bàn thứ hai ở phút 104 để đảm bảo Watford tiến vào trận chung kết với chiến thắng 3–2.

## Trận đấu

### Chi tiết
| Manchester City                                                             | 6–0                         | Watford |
| --------------------------------------------------------------------------- | --------------------------- | ------- |
| - D. Silva 26' - Gabriel Jesus 38', 68' - De Bruyne 61' - Sterling 81', 87' | [ 11 ] [ 12 ] [ 13 ] [ 14 ] |         |

| Manchester City | Watford |

| GK               | 31 | Ederson             |     |     |
| RB               | 2  | Kyle Walker         |     |     |
| CB               | 4  | Vincent Kompany (c) |     |     |
| CB               | 14 | Aymeric Laporte     |     |     |
| LB               | 35 | Oleksandr Zinchenko |     |     |
| CM               | 20 | Bernardo Silva      |     |     |
| CM               | 8  | İlkay Gündoğan      |     | 73' |
| CM               | 21 | David Silva         | 60' | 79' |
| RF               | 26 | Riyad Mahrez        |     | 55' |
| CF               | 33 | Gabriel Jesus       |     |     |
| LF               | 7  | Raheem Sterling     |     |     |
| Dự bị:           |    |                     |     |     |
| GK               | 49 | Arijanet Muric      |     |     |
| DF               | 3  | Danilo              |     |     |
| DF               | 5  | John Stones         |     | 79' |
| DF               | 30 | Nicolás Otamendi    |     |     |
| MF               | 17 | Kevin De Bruyne     |     | 55' |
| MF               | 19 | Leroy Sané          |     | 73' |
| FW               | 10 | Sergio Agüero       |     |     |
| Huấn luyện viên: |    |                     |     |     |
| Pep Guardiola    |    |                     |     |     |

| GK               | 1  | Heurelho Gomes     |     |     |
| RB               | 21 | Kiko Femenía       | 80' |     |
| CB               | 6  | Adrian Mariappa    |     |     |
| CB               | 15 | Craig Cathcart     |     |     |
| LB               | 25 | José Holebas       |     |     |
| RM               | 19 | Will Hughes        |     | 73' |
| CM               | 16 | Abdoulaye Doucouré | 21' |     |
| CM               | 29 | Étienne Capoue     |     |     |
| LM               | 37 | Roberto Pereyra    |     | 66' |
| CF               | 7  | Gerard Deulofeu    |     | 66' |
| CF               | 9  | Troy Deeney (c)    |     |     |
| Dự bị:           |    |                    |     |     |
| GK               | 26 | Ben Foster         |     |     |
| DF               | 2  | Daryl Janmaat      |     |     |
| DF               | 11 | Adam Masina        |     |     |
| DF               | 27 | Christian Kabasele |     |     |
| MF               | 8  | Tom Cleverley      |     | 73' |
| FW               | 10 | Isaac Success      |     | 66' |
| FW               | 18 | Andre Gray         |     | 66' |
| Huấn luyện viên: |    |                    |     |     |
| Javi Gracia      |    |                    |     |     |

| Cầu thủ xuất sắc nhất trận: Kevin De Bruyne (Manchester City) Trợ lý trọng tài: Constantine Hatzidakis (Kent) Matthew Wilkes (Birmingham) Trọng tài thứ 4: Graham Scott (Berks & Bucks) Trợ lý trọng tài dự bị: Edward Smart ([Birmingham) Trợ lý trọng tài video: Andre Marriner (Birmingham) Trợ lý của tổ trợ lý trọng tài video: Harry Lennard (Sussex) | Quy định trận đấu - 90 phút thi đấu - 30 phút hiệp phụ nếu tỷ số hoà - Loạt sút luân lưu nếu tỷ số vẫn hoà - 7 cầu thủ dự bị - Được phép thay tối đa 3 cầu thủ dự bị, được phép thay thêm 1 cầu thủ dự bị nữa trong hiệp phụ |

### Số liệu thống kê

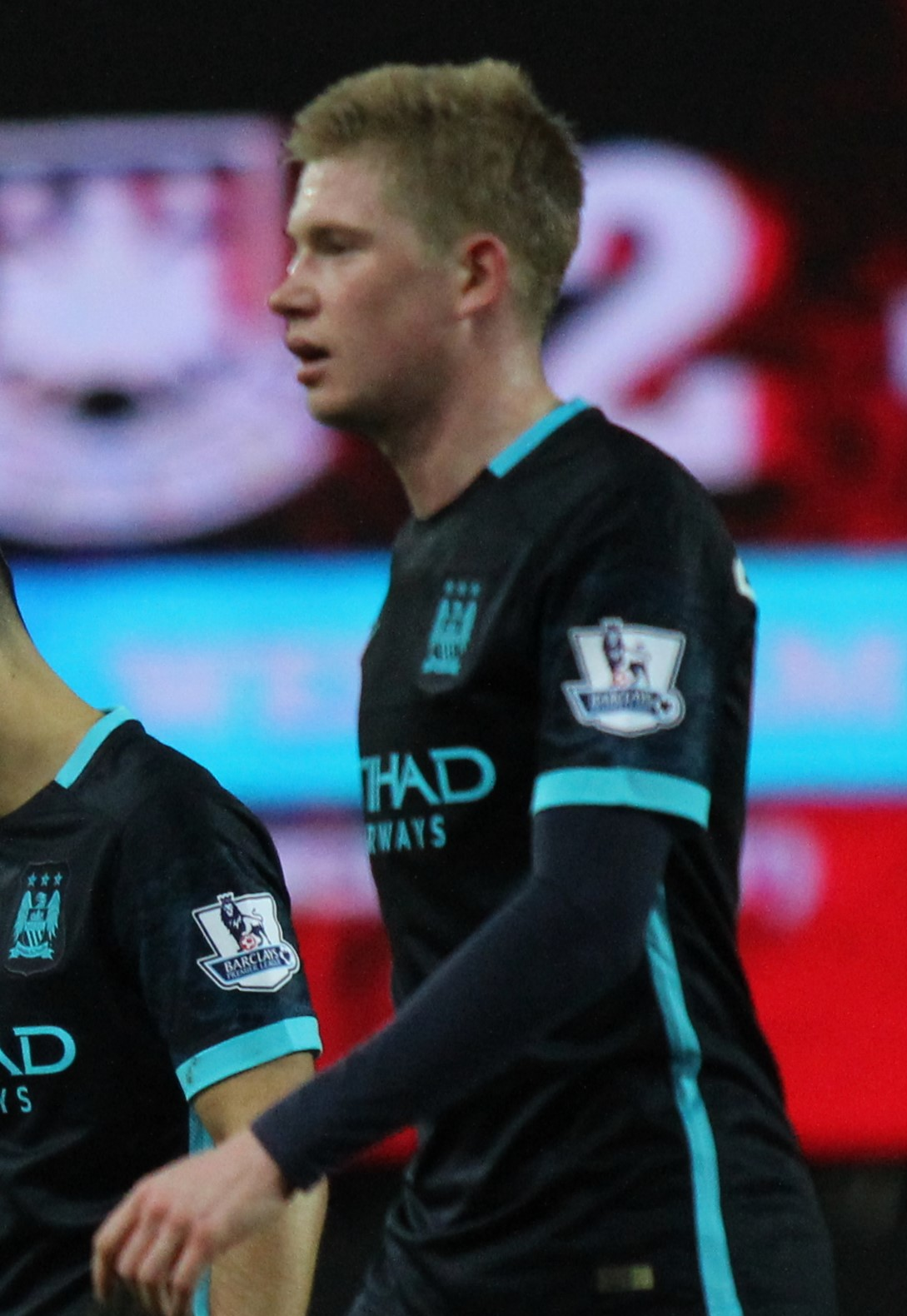
Kevin De Bruyne nhận giải Cầu thủ xuất sắc nhất trận đấu.

| Thống kê             | Manchester City | Watford |
| -------------------- | --------------- | ------- |
| Tổng số cú sút       | 23              | 11      |
| Cú sút trúng đích    | 12              | 2       |
| Phạt góc             | 13              | 1       |
| Phạm lỗi             | 8               | 5       |
| Tỉ lệ kiểm soát bóng | 66%             | 34%     |
| Thẻ vàng             | 1               | 2       |
| Thẻ đỏ               | 0               | 0       |